# Luis Miguel Martín Berlanas
Luis Miguel Martín Berlanas es un exatleta español (Madrid, Comunidad de Madrid, España, 11 de enero de 1972, aunque se crio en San Martín de Valdeiglesias). Su especialidad fue los 3000 metros obstáculo iniciándose en el atletismo en los 1500 metros lisos. Fue campeón de España en todas las categorías: Infantil (1000 m), Cadete (1000 m), Júnior (1500 m además finalista Mundial Júnior Plovdiv-Bulgaria 1990)), Promesa o sub-23 (1500 m) y Absoluto (3000 m Obstáculos).
En su palmarés destacan las dos diplomas olímpicos por quintos puestos en Sídney 2000 y Atenas 2004, muy meritorios pues son pruebas dominadas por atletas kenianos y etíopes.
En septiembre de 2009 anuncia su retirada de la alta competición, afirmando que sus problemas en los talones le limitaron en su carrera.
En julio de 2010 trabaja como comentarista de TVE en los Campeonato Europeo de Atletismo de 2010 en Barcelona.
Luis es vegetariano desde el año 1996.

## Palmarés
Juegos Olímpicos:
- 5.º puesto en 3.000 m Obstáculos Juegos Olímpicos de Sídney 2000
- 5.º puesto en 3000 m Obstáculos Juegos Olímpicos de Atenas 2004

Europeos:
- 4.º puesto 3000 m Obstáculos Campeonato Europeo de Atletismo de 1998, Budapest
- Medalla de Bronce 3000 m Obstáculos Campeonato Europeo de Atletismo de 2002, Múnich

Mundiales:
- 4.º puesto en 3000 m obstáculos Campeonato Mundial de Atletismo de 2001, Edmonton
- 6.º puesto 3000 m obstáculos Campeonato Mundial de Atletismo de 2003, París

Copa del Mundo:
- 2.º puesto en 3000 m Obstáculos (Copa del Mundo de Atletismo 2002) (Madrid)